# コーポラル・ロビンソン
コーポラル・ロビンソン（Corporal Robinson、本名：スティーブ・ロビンソン（Steve Robinson））は、アメリカ合衆国のプロレスラー。ケンタッキー州ルイビル生まれ。
主戦場とするIWAミッドサウスの『デスマッチの祭典』―キング・オブ・ザ・デスマッチを始めとして、CZW、Chikara、PWU、JCWなど、数多のプロレス団体を股に掛けて活動している。

## 来歴
ウィスコンシン州のミルウォーキーに生まれ、やがてイアン・ロッテンとトレイシー・スマザーズからの訓練を受けたうえで、プロレスラーとしてのデビューを1996年に行った。 リングネームの『コーポラル』は伍長を意味する軍隊の用語であるが、これは単なるギミックではなく、プロレスラーになる前には実際に軍隊に所属していた。
やがてIWAミッドサウスへの参戦を開始し、さっそく1998年の11月にハリー・パーマーを下してIWAミッドサウスのヘビー級王座を獲得。それからわずか2ヶ月足らず後の1999年1月6日にこの王座を再び獲得した。

### KOTDM
20世紀も大詰めとなった2000年―その12月に、IWAミッドサウスのキング・オブ・ザ・デスマッチ選手権(KOTDM)に初出場。蛍光灯や有刺鉄線を用いたデスマッチを勝ち抜き、ついには決勝にまで進出するも、炎上する棺桶を用いたデスマッチであったその決勝戦でローリン・ハードに破れたことから、惜しくも王座までには至らなかった。
それから2001年〜2002年と続けてこの大会―KOTDMに参戦し、クリス・ヒーローやミッチ・ペイジ、ディスファンクションらを相手に画鋲や蛍光灯を用いたデスマッチを戦うも、ことごとく2回戦目で敗退し、2003年の参戦にあっては、1回戦目でアクセル・ロッテンを相手に観客持参の凶器を用いたデスマッチを行い敗退、更にはメサイアを相手にもう一戦を行うも、そのまま敗退した。

### CZWへの参戦
そんなこの年―2003年にあっては、その主戦場たるIWAミッドサウスの代表選手の一人として、イアン・ロッテンとJCベイリーとともに、6月頃からコンバット・ゾーン・レスリング(CZW)への殴り込みを敢行。さっそく『エクストリーム8』というCZWの大会に参戦したうえで、ディレンジドを相手に有刺鉄線板とテーブルとを用いたデスマッチを行い、これに勝利を収めた。
そして7月26日―デラウェア州のドーバーを舞台にCZWの『デスマッチの祭典』―トーナメント・オブ・デスへと初出場。1回戦目でネクロ・ブッチャーと当たり、有刺鉄線バット、釘バット、ガラスの破片を満載した冷水機、そしてホッチキスといった凶器を用いたデスマッチを敢行するも、そのまま敗退という結果に終わった。

### KOTDM：制覇
自身5度目の出場となった2004年度のKOTDMは、インディアナ州のオオリティックという地に開かれた。1回戦目で当たった相手はディスファンクションで、ガラスを用いたデスマッチにてこれに勝利。続けて有刺鉄線ロープと蛍光灯とアルコールとを用いたデスマッチでイアン・ロッテンを下し、更に続けて観客持参凶器デスマッチでルイ・ラモスを制圧。そして決勝戦でトビー・クラインを相手に再びガラスデスマッチを戦い、これを破ったことで、ついには参戦5回目にしてこの大会―KOTDMの覇者の座へと君臨することになった。この年にはプロレスリング・アンプラグドに初参戦し、さっそくそのマットを舞台にプリンス・ナナを制圧している。
やがて2005年を迎えると、マッドマン・ポンドとネクロ・ブッチャーとともにチカラのマットに参戦し、その世界タッグ選手権へと出場。 そして王者として凱旋出場したこの年のKOTDMでは、ネクロ・ブッチャーと組んだうえでの観客持参凶器デスマッチでブランドン・プロフェットを制するも、有刺鉄線と蛍光灯をロープに用いた第2回戦において、前年度大会の決戦相手でもあったトビー・クラインに下され、そのまま退くこととなった。

### KOTDM：再制覇
いよいよ7度目の出場となった2006年のKOTDMにあっては、ジャグレーター〜マッドマン・ポンド〜ディスファンクションを相手に蛍光灯や有刺鉄線を用いた馴染みのデスマッチを勝ち進むも、第4戦目でまたもトビー・クラインを相手に敗退。やがてプロレスリング・アンプラグドのマットでイアン・ロッテンを下すと同時に、この団体のハードコア王座を獲得したうえで年を終えた。
そうして迎えた2007年には、トレント・アシッドやジョニー・カジミアと一軍団を組んだうえで、アンプラグドのマットを舞台に、NOSAWAや2・タフ・トニーやマッドマン・ポンドらから成る一軍団との抗争を展開。更にはジャガロのマットでアシッドを制しこの団体のヘビー級王座を戴冠することにもなった。
やがて6月にあってこの年度―2007年度のKOTDMに参戦。まず観客持参凶器デスマッチでディレンジドを下し、続けて蛍光灯デスマッチでマッドマン・ポンドを下し、そうして迎えた3回戦目でディスファンクションを制すと同時に、IWAミッドサウスのデスマッチ王座を奪取。そしてこの王座の防衛戦でもあったその決勝戦において、フリークショーを相手に有刺鉄線ロープと200本の蛍光灯を用いたデスマッチを敢行し、これを制したことでついには2度目の優勝を果たしたのであった。
ジャガロをその始めとする数多のインディ団体を転戦しながらそんな2007年を〜そして2000年から欠かさず出場してきたKOTDMを欠場するに至った2008年を過ぎ、2009年になるといよいよ9度目となったKOTDMへの出場を迎え、1回戦目の画鋲デスマッチでDJハイドを破った末に、燃え盛るコンクリブロックと熱した炭とを用いた第2回戦でMASADAに下され敗退した。

## 私生活
2003年の9月に結婚。ケンタッキー州のルイビルに暮らしている。